# Conus fontonae
Conus fontonae é uma espécie de gastrópode do gênero Conus, pertencente à família Conidae.